# François-Xavier de Burtin
François-Xavier de Burtin, né à Maastricht le 15 octobre 1743 et mort à Bruxelles le 6 août 1819, est un médecin, naturaliste, botaniste, physicien et collectionneur d'art.

## Biographie
Après ses études de médecine à l'université de Louvain, Burtin présente une disputatio sur l’air (De aëre) le 6 mars 1767 et défend une thèse sur les fièvres (De febribus) le 20 octobre 1767. Il s'installe comme médecin spécialiste du traitement des maladies syphilitiques à Bruxelles. 
En 1784, il est admis en tant que membre au sein de l'Académie impériale et royale des sciences et belles-lettres de Bruxelles (nl).
Médecin conseil du prince Charles Alexandre de Lorraine, il est nommé conseiller référendaire du gouvernement général des Pays-Bas en 1781. Il est membre de la commission chargée de l'administration des hôpitaux, maternités, hospices et maison d’aliénés. 
Il est chargé de dresser la liste de toutes les productions utiles des trois règnes de la nature qui pourraient être demeurées inconnues dans les Pays-Bas. 
Collectionneur, il possède une importante bibliothèque ainsi que de nombreux coquillages et minéraux et plus de 250 tableaux obtenus par échange et par don.

## Publications
- Traité théorique et pratique des connoissances qui sont nécessaires à tout amateur de tableaux... suivi d'observations sur les collections publiques et particulières, et de la description des tableaux que possède en ce moment l'auteur François-Xavier de Burtin,... (1846)
- Traité théorique et pratique des connoissances qui sont nécessaires à tout amateur de tableaux, et à tous ceux qui veulent apprendre à juger, apprécier et conserver les productions de la peinture (1808)
- Réponse de messire François-Xavier B-n, à la lettre pastorale du curé de *** (1787)
- Epitome dissertationis coronatae... D. Burtin, de aliquot plantarum exoticarum succedaneis in Belgio reperiundis ; omnes ejusdem articulos pro parte medica summatim complectens, ex dicto opere, quod gallice conscriptum extat, concinnata et latine recensita a P. E. Wauters,... (1785)
- Mémoire sur la question : Quels sont les végétaux indigènes que l'on pourroit substituer dans les Pays-Bas aux végétaux exotiques, relativement aux différens usages de la vie ? qui a remporté en 1783 le prix de l'Académie impériale... de Bruxelles (1784)
- Oryctographie de Bruxelles, ou Description des fossiles tant naturels qu'accidentels découverts jusqu'à ce jour dans les environs de cette ville (1784)
- Réflexions sur les progrès de la fabrique du fer et de l'acier dans la Grande-Bretagne et sur la fidélité qu'on doit avoir dans les manufactures. Extrait d'un ouvrage envoyé le 20 mars 1783 au Comte de*** à Vienne par Mr. B*** (F.-X. Burtin) (1783)

## Sources
- Ressources relatives à la recherche :   - Bibliothèque interuniversitaire de santé
  - Biodiversity Heritage Library
- Ressources relatives aux beaux-arts :   - RKDartists
  - Union List of Artist Names
- Ressource relative à la santé :   - Bibliothèque interuniversitaire de santé
- Notices dans des dictionnaires ou encyclopédies généralistes :   - Biographie nationale de Belgique
  - Biografisch Portaal van Nederland
  - Deutsche Biographie
- Notices d'autorité :   - VIAF
  - ISNI
  - BnF (données)
  - IdRef
  - LCCN
  - GND
  - Belgique
  - Pays-Bas
  - Israël
  - Vatican
  - Australie
  - Grèce
  - WorldCat